# Hrvatska Misao
Hrvatska Misao war eine 1897 gegründete, politisch kritische Zeitung der kroatischen Literatenbewegung in Prag. 
Zu ihren Gründern gehören: Živan Bertić, Milan Heimrl, Svetimir Korporić, Franjo Poljak Mihajlo Milan Šarić und der Herausgeber František Hlaváček.
Obwohl die Monatszeitung Hrvatska Misao hauptsächlich als Literatur- und Kulturmagazin gedacht war, gab es darin fast keine Artikel dieser Art zu lesen. Dies zeigt das beinahe utilitaristische Verständnis von Literatur, das damals bei diesen Literaten geherrscht hat. Die Literatur war den wichtigen gesellschaftlichen Fragen untergeordnet. Man verlangte eine elementare kulturelle Veränderung, Befreiung vom K.u.k. Monarchie so wie die Vereinigung aller Südslawen. So gab man dem Magazin schon bald den Untertitel „Blatt der vereinigten kroatischen, serbischen und slowenischen Jugend für politische, soziale und literarische Fragen“ und setzte damit ein prognostisches Zeichen für die Jugoslawische Zukunft. Die Zeitung wurde aber schon nach acht Ausgaben wegen ihrer „sozialistischen und anarchistischen Tendenzen“ verboten. 
1902 wurde sie unter dem Herausgeber Stjepan Radić und mit denselben Mitarbeitern wiedergegründet.